# Großrußbach
Großrußbach är en ort och kommun i Österrike. Den ligger i distriktet Korneuburg i förbundslandet Niederösterreich, 30 km norr om huvudstaden Wien. 
Kommunen består av sex orter (Ortschaften) (inom parentes invånarantal 1 januari 2024):
- Großrußbach (989)
- Hipples (222)
- Karnabrunn (371)
- Kleinebersdorf (289)
- Weinsteig (220)
- Wetzleinsdorf (201)